# Nazionale maschile universitaria di football americano del Messico
La nazionale di football americano universitaria del Messico è la selezione maschile di football americano della FMFA, che rappresenta il Messico nelle varie competizioni ufficiali o amichevoli riservate a squadre nazionali universitarie.

## Risultati
Legenda: Grassetto: Risultato migliore, Corsivo: Mancate partecipazioni

## Dettaglio stagioni

### Mondiali

#### Fase finale
| Stagione | regular season | regular season | regular season | regular season | regular season | regular season | playoff | playoff | playoff | playoff | playoff | playoff   | playoff    |
|          | Vin            | Par            | Per            | Tot            | PF             | PS             | Vin     | Per     | Tot     | PF      | PS      | risultato | avversaria |
| -------- | -------------- | -------------- | -------------- | -------------- | -------------- | -------------- | ------- | ------- | ------- | ------- | ------- | --------- | ---------- |
| 2014     | 4              | 0              | 0              | 4              | 174            | 6              |         |         |         |         |         | Campioni  |            |
| 2016     | 4              | 0              | 0              | 4              | 218            | 10             |         |         |         |         |         | Campioni  |            |
| 2018     | 4              | 0              | 0              | 4              | 198            | 20             |         |         |         |         |         | Campioni  |            |
| Totale   | 12             | 0              | 0              | 12             | 590            | 36             |         |         |         |         |         |           |            |

Fonte: americanfootballitalia.com

### Riepilogo partite disputate
| Anno           | Luogo     | Evento   | Fase del torneo | Incontro                | Risultato |
| 2014           | Uppsala   | Mondiale | Girone          | Svezia - Messico        | 0 - 62    |
| 2014           | Uppsala   | Mondiale | Girone          | Messico - Finlandia     | 53 - 0    |
| 2014           | Uppsala   | Mondiale | Girone          | Messico - Cina          | 55 - 0    |
| 2014           | Uppsala   | Mondiale | Girone          | Giappone - Messico      | 6 - 14    |
| 2016           | Monterrey | Mondiale | Girone          | Cina - Messico          | 0 - 74    |
| 2016           | Monterrey | Mondiale | Girone          | Guatemala - Messico     | 0 - 63    |
| 2016           | Monterrey | Mondiale | Girone          | Messico - Giappone      | 36 - 3    |
| 2016           | Monterrey | Mondiale | Girone          | Messico - Stati Uniti   | 35 - 7    |
| 16 giugno 2018 | Harbin    | Mondiale | Girone          | Messico - Corea del Sud | 69 - 0    |
| 19 giugno 2018 | Harbin    | Mondiale | Girone          | Messico - Cina          | 70 - 0    |
| 21 giugno 2018 | Harbin    | Mondiale | Girone          | Stati Uniti - Messico   | 17 - 20   |
| 24 giugno 2018 | Harbin    | Mondiale | Girone          | Messico - Giappone      | 39 - 3    |

## Confronti con le altre nazionali
Questi sono i saldi del Messico nei confronti delle nazionali incontrate.

### Saldo positivo
| Nazionale     | Giocate | Vinte | Pareggiate | Perse | PF  | PS | Ultima vittoria | Ultimo pari | Ultima sconfitta |
| ------------- | ------- | ----- | ---------- | ----- | --- | -- | --------------- | ----------- | ---------------- |
| Cina          | 3       | 3     | 0          | 0     | 199 | 0  | 2018            | -           | -                |
| Giappone      | 3       | 3     | 0          | 0     | 89  | 12 | 2016            | -           | -                |
| Corea del Sud | 1       | 1     | 0          | 0     | 69  | 0  | 2018            | -           | -                |
| Guatemala     | 1       | 1     | 0          | 0     | 63  | 0  | 2016            | -           | -                |
| Svezia        | 1       | 1     | 0          | 0     | 62  | 0  | 2014            | -           | -                |
| Finlandia     | 1       | 1     | 0          | 0     | 53  | 0  | 2014            | -           | -                |
| Stati Uniti   | 2       | 2     | 0          | 0     | 55  | 24 | 2018            | -           | -                |

## Roster storici
| Roster del Messico - Mondiale universitario 2016 |
| --- |
| Quarterback - 9 Javier Andres Chio Mendez - 12 Max Ismael Villarreal Maldonado - 15 Francisco de Jesus Mata Charles Running Back - 23 Emilio Fernández Chávez - 28 Fernando Daniel Mejia Chávez - 29 Marcelo Gonzalez Solorzano - 30 Ruben Zendejas Sanchez - 84 Octavio Vatarain Osuna Wide Receiver - 6 Ricardo Cervantes Chavez - 8 Pedro Leonardo Magallanes Alanís - 16 Joseph Omar Acosta Mendoza - 17 Ditter Emanuel Smith Espinosa - 18 Jhovany Daniel Haro Sanchez - 19 Jose Humberto Noriega Montiel - 31 Rodrigo Alonso Arias Marco - 81 Jorge Eduardo Retana Padilla - 82 Jesus Alejandro Torres Vazquez Tight End - 83 Victor Humberto Gutierrez Campos - 89 Eduardo Marcos Califa Offensive Linemen - 50 Carlos Alberto Mercado Flores C - 51 Diego Alberto Bedolla Flores - 52 Cesar Eduardo Hernandez Lira - 54 Omar Edgar Benitez Palma - 55 Jose David Casarrubias Santiago - 56 Cesar Eduardo Juarez Montiel - 58 Rene Francisco Brassea Valenzuela - 61 Mario Rodriguez Vallejo - 65 Ivan Sergio Barragan Leal - 69 William Roberto Rivera Lara - 72 Jose Michel Lopez Valdez - 73 Joaquin Davila Martinez - 74 Josue Lopez Burgos Defensive Linemen - 1 Maximo Guillermo Gonzalez Sanchez - 2 Maximiliano Soto Esquer DE - 60 Noe alberto Paredes Torres - 80 Gustavo Tellez Trejo - 90 Cesar Brayan Perez Duran DE - 93 Aldo Mora Herberth NT - 96 Carlos de Leon Serrano DE - 97 Patricio Garza Alvarado - 98 Carlos Rios Villagrana NT - 99 Pedro Guerrero Ocaña DE Linebacker - 3 Carlos Iovan moreno Luna - 4 Irving Fierro Fernandez - 11 Carlos Martell Carenas - 26 Mario Andres Santoyo Gutierrez OLB - 34 Daniel Alejandro Gonzalez Montes - 41 Victor Sanchez Pulido - 49 Christian Alejandro Hernandez Delgado Defensive Back - 5 Osvaldo Zumalacarregui Taboada S - 7 Carlos Fernando Espinoza Carbajal CB - 10 Emmanuel Serna Miranda S - 13 Juan Manuel Marquez Tamayo CB - 20 Gerhard Alberto Ruiz - 21 Diego Rogelio Avedaño Corpus FS - 22 Alcides Aaron Benitez Tamez CB - 24 Sergio Schiaffino Perez CB - 25 Enrique Altamirano Perea SS - 27 Ricardo Ivan Razo Posadas FS - 38 Jasiel Ruiz Espinoza - 88 Jorge Luis Revuelto Gonzalez Special Team Roster aggiornato al 12 febbraio 2025 |